# Feijó
Pour les articles homonymes, voir Feijó (homonymie).

Localisation de Feijó

Feijó est une ville du centre de l'État de l'Acre, au Brésil. Son nom est un hommage au prêtre catholique Diogo Antônio Feijó (pt) (1784-1843).
La population de Feijó était estimée à 39 365 habitants en 2006. La municipalité s'étend sur 24 202 km2.

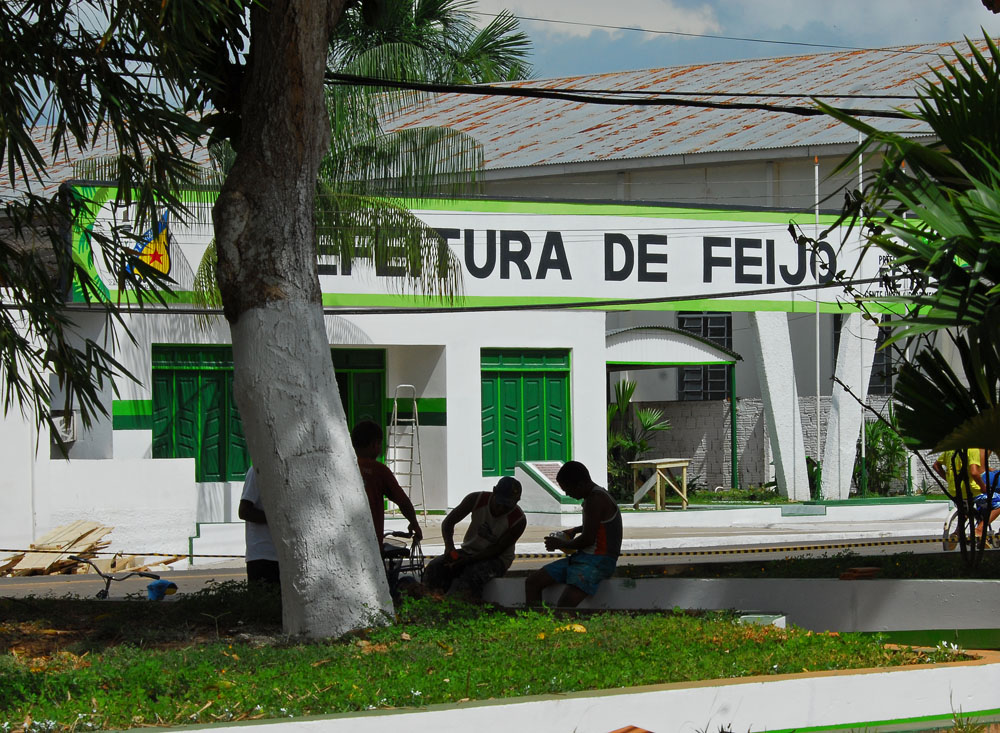
Mairie de Feijó

## Maires
| Période | Période | Identité                     | Étiquette | Qualité |
| ------- | ------- | ---------------------------- | --------- | ------- |
| 2009    | 2012    | Raimundo Pinheiro « Dindim » | PSDB      |         |